# Josely Carvalho
Josely Carvalho (nascida em 21 de setembro de 1942) é uma artista brasileira que vive entre Nova York e a cidade do Rio de Janeiro.

## Prática artística
A artista trabalha a partir de multiplas mídias, incluindo pintura, escultura, gravura, livro de artista, vídeo e instalação. Nas últimas cinco décadas, o seu trabalho artístico abraçou diferentes meios para comentar assuntos em memória, identidade,  questões sobre a autonomia das mulheres e justiça social, ao mesmo tempo que desafia consistentemente as fronteiras entre artista e público. A sua arte é marcada pelo contexto político no qual se insere. Atualmente sua pesquisa está focada na arte olfativa - cheiros para evocar memórias e emoções em seu projeto Diário de Cheiros.
Neste projeto sensorial interdisciplinar, a artista considera e combina o poder olfativo com outros componentes da arte contemporânea como vídeo, som, fotografia, livro-arte e instalações. Cada obra representa uma página do diário como URUKU - as disciplinas esquecidas, Passagens, Fragmentos, Teto de Vidro, Affectio.

## Educação
A artista foi aluna da escola de arte Fundação Armando Alvares Penteado, em São Paulo. Ao se mudar para os Estados Unidos, Carvalho formou-se bacharel pela Escola de Arquitetura da Universidade de Washington em 1967. Depois de fazer a transição para uma função de professora, ela lecionou na Escola de Arquitetura da Universidade Nacional Autônoma do México entre 1971 e 1974.

## Obras (seleção)

### Diário de Cheiros: Passagens (2012)
Instalação Interativa Olfativa
Apresentado no Museu Nacional de Belas Artes (MNBA), Rio de Janeiro, Brasil, entre 17 de maio de 2019 - 29 de setembro de 2019. A instalação é composta por seis aromas originais: Anoxia, Lacrimae, Barricade, Dust, Pepper e Queen of the Night. Cada um dos cheiros foi encapsulado e colocado em esculturas de vidro soprado. As esculturas foram espalhadas pelo museu dialogando com peças específicas do acervo permanente.

### Diário de Cheiros: Teto de Vidro (2018)
Instalação Interativa Olfativa
Exibido no Museu de Arte Contemporânea de São Paulo (MAC-USP), São Paulo, Brasil entre 3 de março de 2018 e 5 de junho de 2018. A instalação está dividida em duas partes: Estilhaços/Cacos é a primeiroa parte e está composta por seis cheiros originais que integraram o livro de artista de Josely Carvalho, produzido em 2015. Os cheiros são: Persistência, Carinho, Prazer, Ausência, Vazio, Ilusão. A segunda parte pode ser acessada pelos visitantes através de uma cortina estampada com a obra 1888. De cabeça para baixo, encapsulada com o cheiro de Cacos (Shards). A sala seguinte foi ocupada pela escultura em aço corten e vidro Marielle Franco (1979-2018) e seis cheiros originais: Anoxia, Lacrimae, Barricada, Poeira, Pimenta e Rainha da Noite . Cada um dos cheiros foi encapsulado e colocado em esculturas de vidro soprado.

### Shards/Estilhaços (2015)
Shards/Estilhaços é um projeto artístico em andamento baseado na coleção de taças de vinho quebradas da artista. É organizado através de um livro de artista olfativo e instalações site-specific. Cacos, Era vidro e se quebrou é um livro de artista perfumado que reúne trabalho artesanal e nanotecnologia. Os aromas deste livro têm origem em textos de seis escritores criados a partir da memória de um cheiro esquecido deixado em cacos de copos de vinho no momento da quebra. Os cheiros criados pela artista com apoio da Givaudan do Brasil são: Carinho, Ausência, Ilusão, Prazer, Vazio e Persistência. A capa do livro exala a fragrância Glass, desenvolvida por Nadège Le Garlantezec, performer da Givaudan, Paris. Ele fica preso em moléculas voláteis dentro das fibras do papel artesanal, produzido na Universidade de Brasília, para preservar o perfume e garantir que ele emane lentamente ao ser tocado. O livro contém sete fotografias, uma representação da coleção de vidros quebrados da artista transmutados em cenários de fantasia.
A instalação Shards foi apresentada no Center for Book Arts, Nova York e na Casa da América Latina, Universidade de Brasília, Brasil.

### Diário de Cheiros: Affectio(2019)
Instalação Interativa Olfativa
Nesta instalação interativa site-specific, 1000 galhos moldados em resina/vidro, projeção de vídeo e seis canais de som manipulados algoritmicamente por programação de computador, luz, piso espelhado, quatro cheiros (Cheiro de Ninho, Mar Aberto, Sol Quente e Terra Molhada). Os 1000 galhos de resina/vidro foram configurados como um ninho abandonado. Cheiro de Ninho exalado da escultura e os outros 3 cheiros foram experimentados através de dispensadores pessoais. Memórias olfativas projetadas em vídeo fornecidas anteriormente pelo público por meio de um blog de memórias olfativas.

### URU-KU: as disciplinas esquecidas (2011)
Instalação Interativa Olfativa
Exposta na Galeria de Arte Casarão, Viana, Espírito Santo, Brasil. A instalação é composta por URU-KU (750 galhos mergulhados em pó de urucum e vídeo Ich Kann), Frascos de Cheiro (300 copos de perfume vazios que a comunidade foi convidada a preencher com uma memória olfativa e registrar em ficha) e Livro dos Cheiros (18 fotografias, livro de artista e arquivo de gabinete). Este projeto é resultado da residência artística " Mas que arte que cabe numa cidade?" do distrito de Viana, município do estado do Espírito Santo, sudeste do Brasil.

### Livro dos Telhados (Livro de Telhas) (1997)
Parcela interativa - vídeos/fotografias
Este projeto foi iniciado quando Carvalho viu uma pilha de telhas de barro e o processo de criação dessas telhas pelo trabalhador, desde a fase inicial de modelagem até a fase final de colocação das telhas. O tema principal desta edição, que inclui aproximadamente 3.000 peças, é a ideia de abrigo e como há perda de abrigo com o envolvimento de guerras e desastres naturais. A perda e destruição do abrigo leva então a um efeito dominó que leva à deterioração e danos à perda física, psicológica e emocional de um indivíduo. Carvalho implementou um componente interativo que está disponível de duas formas - o site interativo que está disponível online e permite que o espectador se torne um fabricante de azulejos desta edição. Em 2000, esta edição online rendeu bolsa individual de artista da Fundação americana Creative Capital.

### Cirandas I (1993)
Instalação - Vídeos/fotografias
A obra chama a atenção para o abuso e a violência infantil no Brasil. A videoinstalação apresenta imagens de crianças brasileiras, vivas e mortas, e lista todos os nomes e idades das crianças encontradas mortas no Rio de Janeiro no ano de 1991.

### Estupro e Intervenção (1984)
Serigrafia
Esta peça foi criada para o Chamado dos Artistas Contra a Intervenção dos EUA na América Central (Artists Call Against the U.S. Intervention in Central America), que foi um apelo nacional ao protesto iniciado pelos próprios artistas em 1984. Usando seu trabalho em serigrafia pelo qual Carvalho é conhecida, mostra uma jovem na parte de cima vestindo apenas roupas íntimas com soldados por baixo dela em roupas militares e armas. Esta peça colaborativa foi um dos seis painéis que discutiram temas de estupro e intervenção que também contou com obras de outros artistas, incluindo Catalina Parra, Paulette Nenner e Nancy Spero.

### O Projeto Serigrafia (1976 - 1987)
Fundadora e diretora do Projeto Serigrafia (The Silkscreen Project), que funcionou na Igreja de São Marcos na região do Bowery, em Nova York, de 1976 a 1987.
O projeto foi criado para que os membros da comunidade aprendessem a serigrafia para que pudessem fazer cartazes e banners para usar em protestos e ativismo. A série continha trabalhos de várias artistas latinas de diversas origens e experiências para compartilhar seus trabalhos, das artes visuais, a livro de artista, de poesia a filmes.

## Coleções
- Museu de Arte Moderna, Nova York (MoMA)[2]
- Museu de Arte Contemporânea, São Paulo, Brasil (MAC-USP)[2]
- Museu de Arte de São Paulo, Brasil (MASP)[2]
- Casa de Las Américas, Havana, Cuba[2]
- Seguros Sociais, México; Museu de Belas Artes, Caracas, Venezuela[2]
- Pinacoteca do Estado de São Paulo[2]
- Museu Nacional de Belas Artes (MNBA), Rio de Janeiro[2]
- Museu de Arte Contemporânea de Jacksonville, Flórida[2]

## Honras e prêmios
- 2023 Prêmio Lee Krasner por Conquistas de Vida da Fundação Pollock Krasner.
- 2019 Bolsa da Fundação Pollock Krasner
- 2019 Prêmio Arte e Olfato - Prêmio Sadakichi por trabalho experimental com perfume
- 2016 Bolsa da Fundação Pollock Krasner
- 2000-2005 Subsídio da Fundação Creative Capital[21]
- 2001-2002 Conselho Estadual de Artes de Nova York,[21]
- 2001 Residência no Harvestworks Digital Media Arts Center[21]
- 2000 Conferência Internacional e Residência Bellagio da Fundação Rockefeller na Itália[21]
- 1999-2000 Fundação para as Artes de Nova York[21]

## Publicações
- Diário de Imagens (monografia do artista) (2018) ISBN 978-8577402670[22]
- Ela é visitada por pássaros e tartarugas (1988)[20]
- Diário de imagens: ainda é hora de lamentar (1992) ISBN 978-0898221008[20]
- Ainda é hora de lamentar: Dia Mater I (1993)[20]
- Ainda é hora de lamentar: Dia Mater II (1993)[20]